# Жигулина Роща
Жигу́лина Ро́ща (укр. Жигулина Роща, крымскотат. Jigulina Roşça, Жигулина Роща) — населённые пункты, включённые в состав Симферополя.

## История
В истории Симферополя были два поселения с одинаковым названием «Жигулина Роща». Более известен посёлок, располагавшийся на северо-западе города, в «углу», образованном улицей «Евпаторийское шоссе» и железной дорогой. Название местности происходит от первого владельца обширного — 1848 десятин — имения второго (и последнего) губернатора Таврической области (в 1789—1796 годах) Семёна Семёновича Жегулина. По свидетельству Франца Мартыновича Домбровского 1850 года в роще Жигулина размещалось имение Авдотьи Семёновны Ершовой, супруги генерала Ивана Захаровича Ершова и дочери последнего губернатора Таврической области генерал-майора Семёна Семёновича Жегулина.
Поселения в Жигулиной Роще появились, видимо, в конце XIX века, когда, за окраиной города, в долине Салгира, вдоль железной дороги возникали многочисленные хутора — в Статистическом справочнике Таврической губернии 1915 года записаны 2 одноимённых хутора Подгородне-Петровской волости: Ломановского и Таюрского.
После установления в Крыму Советской власти, по постановлению Крымревкома от 8 января 1921 года была упразднена волостная система и село включили в состав вновь созданного Подгородне-Петровского района Симферопольского уезда, а в 1922 году уезды получили название округов. 11 октября 1923 года, согласно постановлению ВЦИК, в административное деление Крымской АССР были внесены изменения, в результате которых был ликвидирован Подгородне-Петровский район и образован Симферопольский и село включили в его состав. Согласно Списку населённых пунктов Крымской АССР по Всесоюзной переписи 17 декабря 1926 года, в пригороде Жигулина Роща, в составе упразднённого к 1940 году Бахчи-Элинского сельсовета Симферопольского района, числилось 124 двора, все крестьянские, население составляло 482 человека. В национальном отношении учтено: 424 русских, 10 украинцев, 1 белорус, 3 греков, 6 немцев, 10 болгар, 2 армян, 3 чехов, 15 эстонцев, 8 записаны в графе «прочие». Застройка села началась в 1929—1930 годах, были заложены первые три улицы: Кирова, Советская и Вокзальная. На 1941 год Жигулина Роща — центр сельсовета в составе Симферополя. В 1957 году включено в состав Симферополя, в связи  расширением административных границ города, тем же решением был ликвидирован сельсовет.

## Жигулина Роща44°58′55″с.ш. 34°08′10″в.д.HGЯO
Второе поселение известно только по топографическим картам. Располагалось на северо-востоке города, на левом берегу реки Абдалка, сейчас район улицы Журавлиная. Впервые обозначено на карте 1924 года, в 1941 и 1942 годах. В других доступных источниках не встречается.

## Мелитопольская улица

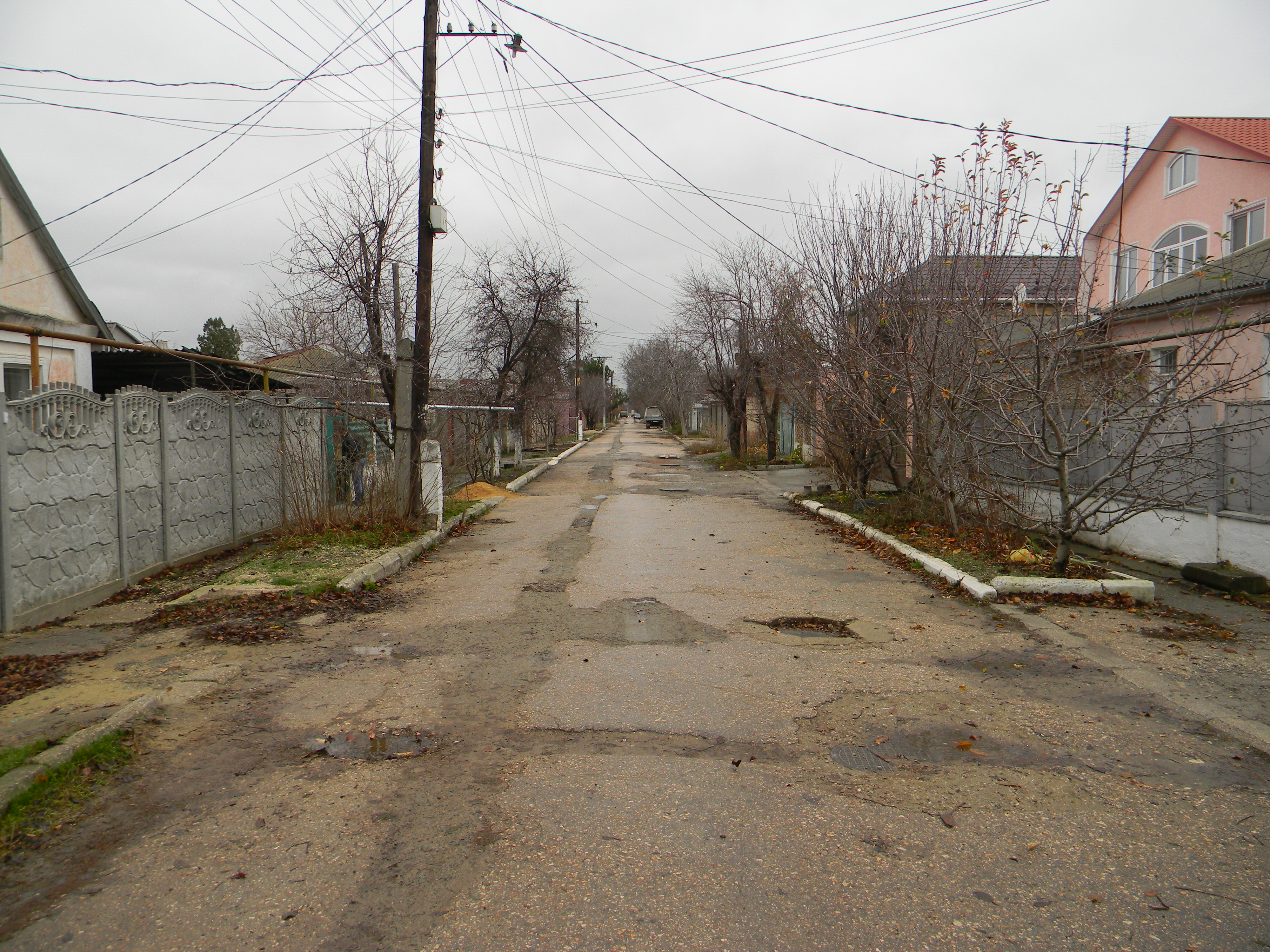
Улица в 2015 году

В 1914 году был разработан проект перестройки дома Шнейдера по современной Мелитопольской улице под помещение театра-варьете. С 1924 года улица имела ряд следующих названий Прямая, Цюрупы и Чапаева. С 1939 по 1957 год улица называлась в честь Сергея Кирова, после чего получила название Мелитопольская. Во время немецкой оккупации в 1941—1944 носила название Фиалковая (нем. Veilchen strasse). В ходе боевых действий на территорию улицы была сброшена бомба в результате чего погиб один человек.
На улице Мелитопольской проживал после отставки генерал-лейтенант В. С. Викторов (1894—1989), участник четырёх войн.
В доме № 9 располагается Храм священномученика Йосафата Украинской греко-католической церкви.